# Массер, Гай

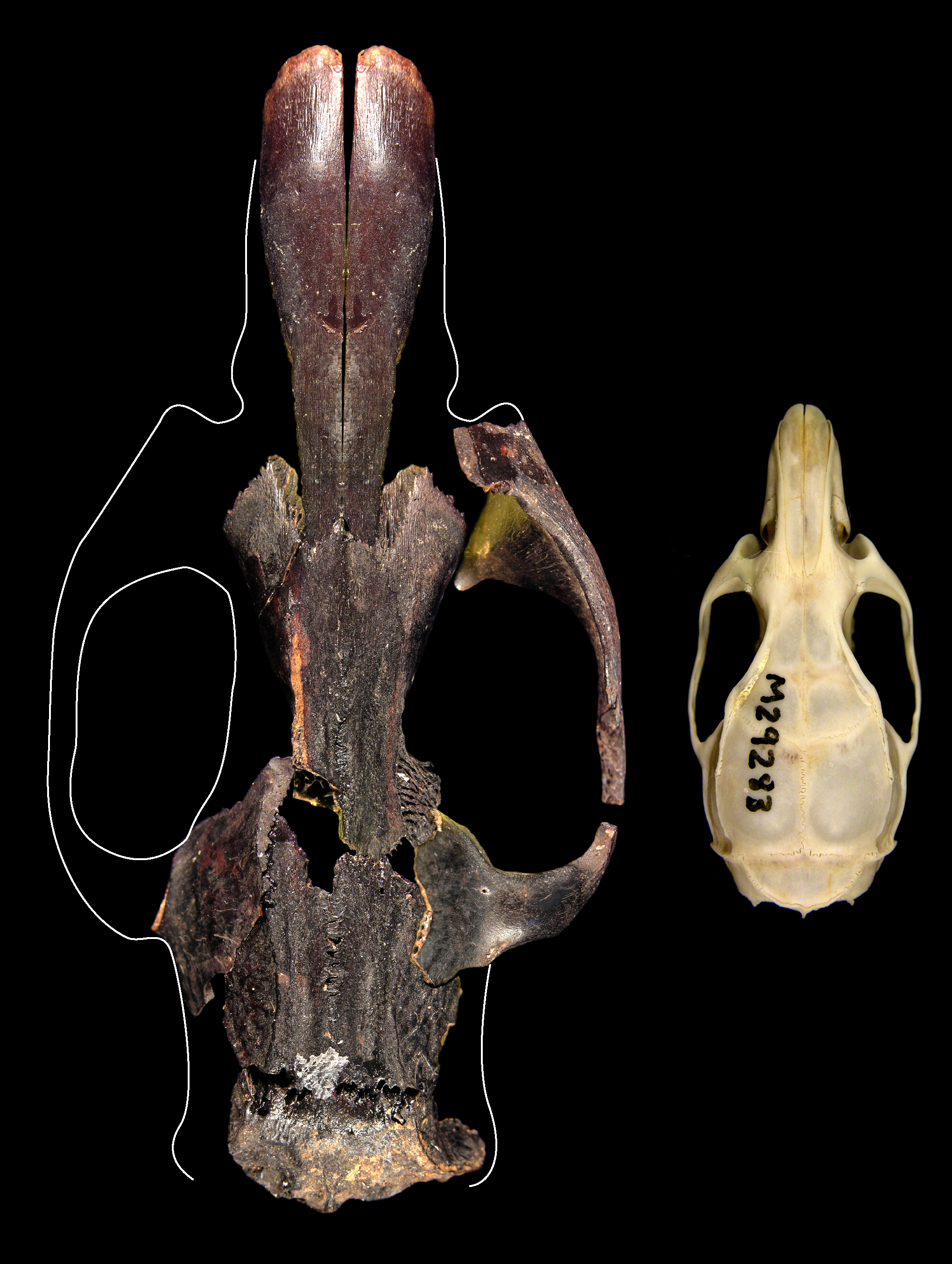
Почти полный череп Coryphomys musseri (слева) по сравнению с черепом чёрной крысы.

Гай Грэм Массер  (англ. Guy Graham Musser 10 августа 1936, Солт-Лейк-Сити — 20 октября 2019) — американский териолог. Его основные работы касаются  подсемейства грызунов Murinae, в котором он описал много новых видов.
Массер родился в Солт-Лейк-Сити, штат Юта.  Он посещал начальные и средние государственные школы до 1955 года. C осени 1955 года он поступил в Университет Юты, где изучал широкий спектр биологических дисциплин.  Его первая научная статья, опубликованная в 1960 году вместе с водным энтомологом Г. Ф. Эдмундсом, описывала фауну подёнок, собранных на Грин-Ривер. Степень бакалавра он получил в 1959 году, специализируясь в териологии под руководством профессора Стивена Д. Даррента и остался в университете штата Юта для учёбы в магистратуре (1959–1961). Его магистерская работа «Млекопитающие гор Тушар и хребта Павант на юго-западе штата Юта» (1961) никогда не была опубликована полностью, но Гай использовал собранные сведения в своих дальнейших исследования.
После лета, проведенного проведённого за сборами коллекции птиц для своего профессора орнитологии в Ютском университете Уильяма Х. Беле Массер отправился для поступления в аспирантуру в Мичиганский университет. Он выбрал в качестве руководителя Эммета Т. Хупера (Emmet  T.  Hooper) потому что его особо впечатлили работы будущего руководителя (ревизии рода Peromyscus и центрально-американских грызунов из рода Reithrodontomys).  В 1962 году Гай под руководством Хупера впервые занимался коллектированием грызунов в тропических лесах Коста-Рики. В 1967 году Гай защитил диссертацию «Систематическое исследование мексиканской и гватемальской серой белки Sciurus aureogaster, F. Cuvier (Rodentia, Sciuridae)».  В 1966 году он поступил в Американский музей естественной истории, где стал хранителем коллекции млекопитающих. После выхода на пенсию в 2002 году он являлся почётным куратором.
В 1960-х и 1970-х годах он опубликовал множество статей о беличьих, Neotominae и Murinae. В 1970-х годах он провёл трехлетнюю экспедицию на индонезийском острове Сулавеси, где обнаружил несколько новых видов мышей и крыс. Результаты этой экспедиции до сих пор полностью не опубликованы.
В начале 1980-х он опубликовал некоторые из своих наиболее важных работ. Эти работы привели к изменению таксономии азиатских Murinae и к разделению рода Rattus на несколько новых родов.
Позже он опубликовал много статей о различных азиатских и австралийских Murinae, а также несколько статей о Sigmodontinae, подсемействе южноамериканских грызунов.
Массер был одним из ключевых авторов монографии «Виды млекопитающих мира» (1993 и 2005 гг.), где вместе с Майклом Д. Карлтоном он представил сводку по современным видам  отряда Rodentia. Он также постоянно публиковался в "Бюллетене Американского музея естественной истории".
Гай Массер женат на Мэри Эллен Холден, зоологе и директрисе старшей начальной христианской школы Тринити Монтессори в Чарльстоне, Южная Каролина. У них трое детей, они живут на острове Джеймс (Южная Каролина).
Гай Массер получил премию Клинтона Харта Мерриама Американского общества маммологов в 1992 году.

## Названы в его честь
- Musseromys
- † Coryphomys musseri,
- Pattonimus musseri
- Archboldomys musseri,
- Crocidura musseri,
- Microhydromys musseri,
- Neacomys musseri
- Pseudohydromys musseri,
- Volemys musseri

## Избранные работы
- 1968: Musser, G. G. A systematic study of the Mexican and Guatemalan gray squirrel: Sciurus aureogaster F. Cuvier (Rodentia: Sciuridae). Miscellaneous Publications, Museum of Zoology, University of Michigan. 137: 1–112. hdl:2027.42/56381.
- 1981: Musser, G. G. The giant rat of Flores and its relatives east of Borneo and Bali. Bulletin of the American Museum of Natural History. 169: 69–175. hdl:2246/568.
- 1982: Musser, G. G. Crunomys and the small-bodied shrew rats native to the Philippine Islands. Bulletin of the American Museum of Natural History. 174: 1–95. hdl:2246/1021.
- 1983: Musser, G. G.; Newcomb, C. Malaysian murids and the giant rat of Sumatra. Bulletin of the American Museum of Natural History. 175: 329–598. hdl:2246/572.
- 1992: Musser, G. G.; Heaney, M. R. Philippine rodents: definitions of Tarsomys and Limnomys plus a preliminary assessment of phylogenetic patterns among native Philippine murines (Murinae, Muridae). Bulletin of the American Museum of Natural History. 211: 1–138. hdl:2246/906.
- 1993/2005: Order Rodentia In: Don E. Wilson & DeAnn M. Reeder (eds): Mammal Species of the World (w/ Michael D. Carlton)[10]
- 1998: Musser, G. G.; Carleton, M. D.; Brothers, E. M.; Gardner, A. L. Systematic studies of oryzomyine rodents (Muridae, Sigmodontinae): diagnoses and distributions of species formerly assigned to Oryzomys "capito". Bulletin of the American Museum of Natural History. 236: 1–376. hdl:2246/1630.